# 3 Batalion Strzelców Celnych
3 Batalion Strzelców Celnych mjr Krzesimowskiego – ochotnicza polska formacja wojskowa powołana w czasie powstania listopadowego.   
Batalion został utworzony w grudniu 1830 i w styczniu 1831 w Sandomierskiem, po dostaniu się jego dowódcy do niewoli 18 kwietnia, wszedł w skład strzelców mjr. Dembowskiego.

## Dowódca
- mjr Stanisław Krzesimowski (18 kwietnia 1831 dostał się do niewoli)[2]

## Bitwy i potyczki
- Księżomierz (23 marca 1831),
- Kosin (25 marca 1831),
- Wronów (17 kwietnia 1831),
- Kazimierz nad Wisłą (18 kwietnia).